# Anteon
Anteon es un género de insectos himenópteros, es el más numeroso de la subfamilia Anteoninae (familia Dryinidae), distribuido mundialmente, con 423 especies descritas. Son parasitoides de miembros de la familia Cicadellidae.

## Especies
Lista de especies en el género Anteon:
- Anteon agile Olmi, 1984
- Anteon abdulnouri Olmi, 1987
- Anteon arcuatum Kieffer 1905
- Anteon borneanum Olmi, 1984
- Anteon brachycerum (Dalman, 1823)
- Anteon caledonianum Olmi, 1984
- Anteon ephippiger (Dalman, 1818)
- Anteon exiguum (Haupt, 1941)
- Anteon faciale (Thomson, 1860)
- Anteon flavicorne (Dalman, 1818)
- Anteon fulviventre (Haliday, 1828)
- Anteon gaullei Kieffer, 1905
- Anteon huettingeri Olmi, Xu & Guglielmino, 2015
- Anteon infectum (Haliday, 1837)
- Anteon insertum Olmi, 1991
- Anteon jurineanum Latreille, 1809
- Anteon krombeini Olmi, 1984
- Anteon maritimum (Turner, 1928)
- Anteon pinetellum De Rond, 1998
- Anteon pubicorne (Dalman, 1818)
- Anteon reticulatum Kieffer, 1905
- Anteon scapulare (Haliday, 1837)
- Anteon sarawaki Olmi, 1984
- Anteon thai Olmi, 1984
- Anteon tripartitum (Kieffer, 1905)
- Anteon xericum Olmi & van Harten, 2006
- Anteon yasumatsui Olmi, 1984
- Anteon zairense Benoit, 1951
- Anteon zambianum Olmi, 2008
- Anteon zimbabwense Olmi, 2005